# Agents of S.H.I.E.L.D.: Slingshot
Marvel's Agents of S.H.I.E.L.D.: Slingshot, nota semplicemente come Agents of S.H.I.E.L.D.: Slingshot, è una webserie statunitense creata da Geoffrey Solo per ABC.com e basata sull'agenzia di spionaggio S.H.I.E.L.D. (Strategic Homeland Intervention, Enforcement and Logistics Division) dei fumetti Marvel Comics. La serie è ambientata all'interno del Marvel Cinematic Universe (MCU), in continuità con i film e le serie televisive del franchise, ed è uno spin-off di Agents of S.H.I.E.L.D..
La serie è incentrata sul personaggio di Elena "Yo-Yo" Rodriguez, interpretata da Natalia Cordova-Buckley. Altri membri del cast serie appaiono nella serie web.
Tutti gli episodi di Agents of S.H.I.E.L.D.: Slingshot sono stati pubblicati il 13 dicembre 2016. Pur essendo stata distribuita, quindi, tra il primo e il secondo arco narrativo della quarta stagione, è ambientata subito dopo l'episodio 22 della 3ª stagione ("Ascensione"), rivelando dunque i retroscena avvenuti durante il salto temporale tra le stagioni, volutamente lasciati taciuti all'inizio della 4ª stagione. L'intera serie si struttura dunque come un flashback.

## Trama
Elena "Yo-Yo" Rodriguez, essendo un'Inumana, è costretta a firmare gli Accordi di Sokovia dal nuovo direttore dello S.H.I.E.L.D. Tuttavia, firmando gli accordi, si ritrova impossibilitata a portare a termine una missione personale che ha intrapreso.

## Episodi
| n° | Titolo       | Regia          | Sceneggiatura                   | Pubblicazione    |
| -- | ------------ | -------------- | ------------------------------- | ---------------- |
| 1  | Vendetta     | Joe Quesada    | James C. Oliver & Sharla Oliver | 13 dicembre 2016 |
| 2  | John Hancock | Feliks Parnell | James C. Oliver & Sharla Oliver | 13 dicembre 2016 |
| 3  | Progress     | Keith Potter   | George Kitson                   | 13 dicembre 2016 |
| 4  | Reunion      | Chris Cheramie | Iden Baghdadchi                 | 13 dicembre 2016 |
| 5  | Deal Breaker | John P. Gordon | Iden Baghdadchi & Mark Leitner  | 13 dicembre 2016 |
| 6  | Justicia     | Mark Kolpack   | Mark Leitner                    | 13 dicembre 2016 |

## Personaggi e interpreti

### Principali
- Elena "Yo-Yo" Rodriguez/Slingshot, interpretata da Natalia Cordova-Buckley.[2][3]
- Daisy Johnson/Quake, interpretata da Chloe Bennet.
- Jeffrey Mace, interpretato da Jason O'Mara.
- Melinda May, interpretata da Ming-Na Wen.
- Leo Fitz, interpretato da Iain De Caestecker.
- Jemma Simmons, interpretata da Elizabeth Henstridge.
- Al MacKenzie, interpretato da Henry Simmons.

### Guest
- Phil Coulson, interpretato da Clark Gregg.
- Victor Ramon, interpretato da Yances Arias.
- Anderson, interpretato da Alexander Wraith.
- Cecilio, interpretato da Deren Tadlock.

Stan Lee appare in una fotografia nel primo episodio.

## Produzione
Nel dicembre 2016, al termine del finale invernale di Agents of S.H.I.E.L.D., venne annunciata una webserie in sei parti incentrata sul personaggio di Elena "Yo-Yo" Rodriguez, interpretata da Natalia Cordova-Buckley. La serie è composta da sei episodi della durata di 3-6 minuti ed è prodotta da ABC Studios e Marvel Television. Maurissa Tancharoen, Jed Whedon, Jeffrey Bell, Jeph Loeb e Geoffrey Colo figurano tra i produttori esecutivi della serie. Il direttore creativo della Marvel Comics Joe Quesada ha diretto un episodio.

### Casting
Cordova-Buckley venne scelta come interprete di Rodriguez nel febbraio 2016 e debuttò durante la terza stagione di Agents of S.H.I.E.L.D.. Nel dicembre 2016 venne annunciato che avrebbe ripreso il ruolo nella webserie. Nella serie appaiono anche gli altri membri del cast di Agents of S.H.I.E.L.D. Clark Gregg nel ruolo di Phil Coulson, Jason O'Mara come Jeffrey Mace, Chloe Bennet come Daisy Johnson, Ming-Na Wen nel ruolo di Melinda May, Iain De Caestecker come Leo Fitz, Elizabeth Henstridge come Jemma Simmons e Henry Simmons nel ruolo di Alphonso "Mack" MacKenzie.
Yancey Arias appare nel ruolo del trafficante d'armi Victor Ramon, ruolo già interpretato nell'episodio Rimbalzare indietro della terza stagione di Agents of S.H.I.E.L.D. Riprendono i rispettivi ruoli dalla serie madre anche Alexander Wraith e Daren Tadlock nei panni degli agenti S.H.I.E.L.D. Anderson e Cecilio e Dale Davinski nel ruolo del capo dei Cani da guardia.

## Distribuzione
Tutti gli episodi della serie sono stati pubblicati su ABC.com e sul canale YouTube della Marvel Entertainment il 13 dicembre 2016.

## Riconoscimenti
- 2017 - Webby Award[8]
  - Drama: Long Form or Series"
- 2017 - Primetime Creative Arts Emmy Award[9]
  - Nomination al Miglior corto commedia o drammatico
- 2017 - Streamy Awards[10]
  - Nomination al Best Costume Design a Ann Foley